# 大花还亮草
大花还亮草为毛茛科翠雀属的一个种，分布于安徽、湖北、湖南、四川、贵州、陕西。